# Jean Piot
Jean Piot   (Saint-Quentin, 10 de maig de 1890 - La Sauvetat, 15 de desembre de 1961) va ser un tirador d'esgrima francès que va competir durant les dècades de 1920 i 1930. Era oncle de Maurice Piot.
El 1928 va prendre part en els Jocs Olímpics d'Amsterdam, on fou cinquè en la competició de sabre per equips del programa d'esgrima. Quatre anys més tard, als Jocs de Los Angeles, guanyà la medalla d'or en les competicions de floret i espasa per equips del programa d'esgrima. El 1936 va disputar els seus tercers i darrers Jocs a Berlín, on destaca una cinquena posició en la prova de sabre per equips.
En el seu palmarès també destaca un Campionat mundial d'espasa per equips el 1934.